# Siège de Riga (1656)
Pour les articles homonymes, voir Siège de Riga.
Première guerre du Nord
Batailles
- Żarnów
- Kłecko
- Sobota
- Varsovie
- Riga
- Prostki
- Chojnice
- Marche des Belts
- Öresund
- Copenhague
- Nyborg
- Kolding

Le siège de Riga est une tentative ratée des Russes de s'emparer de Riga, la ville la plus peuplée du royaume de Suède, au cours de la guerre russo-suédoise de 1656–1658. Le siège dura du 21 août 1656 au 6 octobre 1656 et se termina par le repli de l’armée russe et du tsar Alexis Ier.

## Contexte
Au début de 1654, la Pologne-Lituanie n'est pas parvenue à réprimer le soulèvement de Khmelnytsky dans le sud-est du royaume. Peu après, le tsar Alexis Ier a signé avec Bohdan Khmelnytsky et les cosaques zaporogues le traité de Pereïaslav, au terme duquel l’Ukraine à l'est du Dniepr devient un protectorat du tsar de Russie. Le tsar Alexis Ier décide ensuite de se joindre au conflit et d’apporter son appui aux Cosaques rebelles : il espère ainsi reprendre les territoires autour de Smolensk et en Ukraine qu'il a perdus à l'issue de la guerre polono-russe (1605-1618) ; mais les arrière-pensées religieuses, c'est-à-dire la reconquête du royaume originel des Varègues, n'étaient pas non plus absentes. C'est ainsi qu'éclata la guerre polono-russe (1654–1667). Jusqu'à la fin de 1655, la Russie occupa de larges portions de la Pologne-Lituanie. Après la chute de Vilnius en août 1655, le tsar Alexis Ier n'hésita plus à se proclamer grand-duc de Lituanie. Dans le sud-ouest, l’armée russo-cosaque envahit une grande partie du pays, mais son élan se trouva brisé par l'intervention des Tatars de Crimée, alliés des Polonais, commandés par le khan Mehmed IV Giray.
La Suède, voyant ses fiefs baltes menacés, entra dans le conflit. La Pologne-Lituanie était alors au bord de l'effondrement militaire. Un nouvel assaut russe dans le territoire de la République venait de fragiliser un peu plus les positions suédoises. C'est pourquoi à l'été 1655 le roi Charles X eut l'idée de dépêcher une armée de 50 000 hommes en territoire polonais pour s'opposer à de nouvelles conquêtes russes.

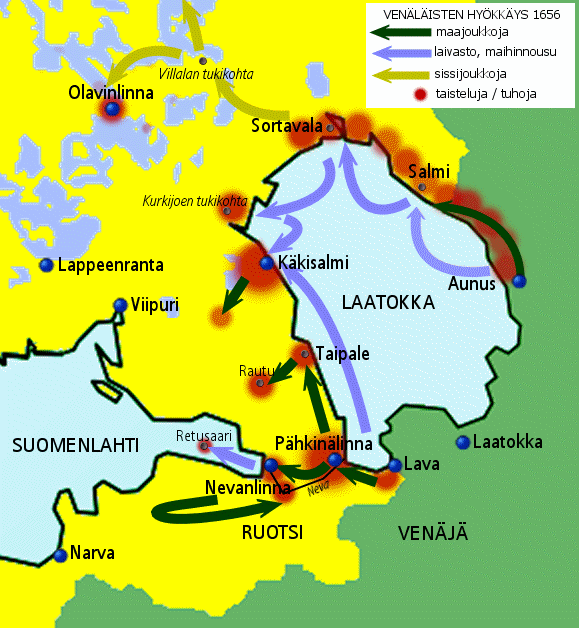
La ligne de front en Ingrie en 1656.

Les premiers succès des Suédois alarmèrent le tsar Alexis Ier. En mai 1656, il déclara finalement la guerre à la Suède. Les provinces baltes suédoises étaient alors encore sans défense et se trouvaient à la merci d'une invasion ; la Suède, en effet, ne stationnait guère plus de 10 000 hommes répartis dans les différentes garnisons de ses provinces baltes. L'armée russe marcha sur l’Estonie, l’Ingrie et le Kexholm. Elle s'empara des places-fortes de Chlisselbourg et de Nyenskans en Ingrie. À l’été 1656, le tsar Alexis Ier fit traverser la Daugava à l’armée de Polotsk, s'emparant de Daugavpils en juillet puis de la forteresse de Koknese en août. Par quelques combats d'arrière-garde, la petite armée suédoise se replia sur Riga.
Les troupes russes avaient déjà atteint Riga en 1559, mais n'avaient pas pris le risque de s'y attaquer. Au cours de la guerre de Livonie (1558–1583), la plus grande partie de l'actuelle Lettonie était passée au royaume de Pologne-Lituanie. La Confédération livonienne s’était dissoute, et Riga, après une défense de principe, rendit les armes. La ville fut de nouveau la cible d'attaques au cours de la guerre polono-suédoise et en 1621 les Suédois, emmenés par Gustave-Adolphe, s'étaient finalement emparés de la ville. Avec une population de 30 000 habitants, Riga était alors trois fois plus peuplée que la capitale de Suède, Stockholm.

## Le siège de Riga

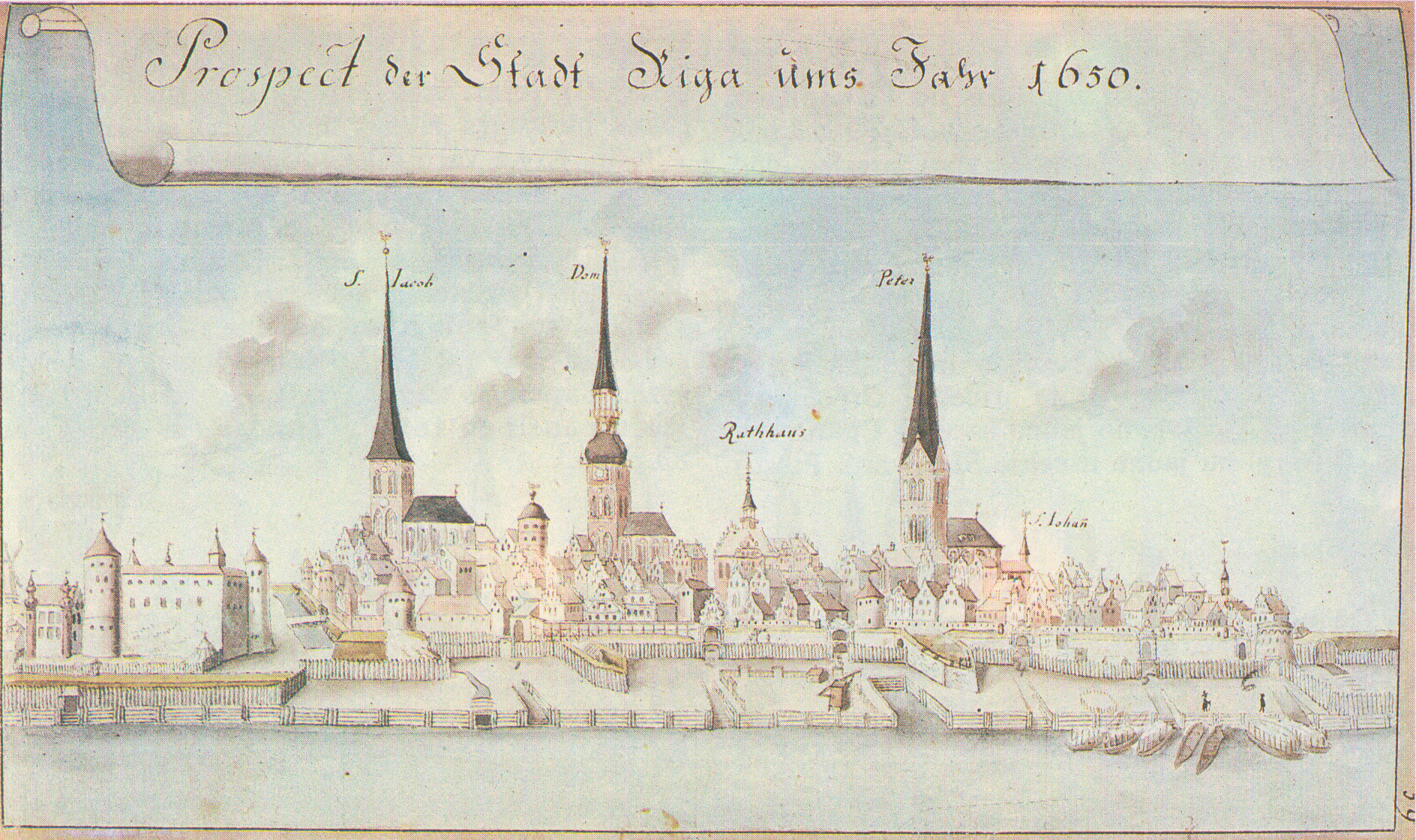
Panorama de la ville de Riga vers 1650
Dessin au lavis de Johann Christoph Brotze.

Le 21 août, l'armée russe atteignit Riga. La ville était défendue par 2 000 cavaliers et dragons, 1 800 fantassins et un certain nombre de miliciens, soit tout au plus 5 000 hommes. Le gouverneur militaire de la ville, Magnus Gabriel De la Gardie, contre l'avis de son état-major, décida malgré le déséquilibre des forces, de tenir le chemin couvert, très étendu et d'ailleurs inachevé ; mais dès la nuit suivante, les avant-postes furent détruits et les Suédois durent s'enfermer dans la citadelle. L’armée russe prit position sur la Daugava, assiégeant le château avec sept régiments, et commença les travaux de sape.
L’état major russe s'aperçut tardivement qu'il aurait mieux fait de prendre position à l'embouchure du fleuve, ce qui aurait coupé Riga des ravitaillements par voie de mer. Les travaux d'approche étaient à présent trop avancés, et de surcroît la coordination laissait à désirer : les tranchées étaient inégalement creusées, le bombardement s'effectuait de façon erratique : malgré les dégâts considérables provoqués par les tirs de canons sur les bâtiments, les remparts étaient pratiquement intacts. Mais les tirs de l'artillerie russe affectaient énormément le moral des bourgeois ; et les Russes savaient par les fuyards interceptés et les prisonniers que les bourgeois demandaient à l'état-major suédois de remettre les clefs de la ville au tsar.
Les sapeurs russes ne parvinrent jamais à passer les circonvallations, et l'on ne tenta finalement aucun assaut direct. D'ailleurs, les alliés danois des Russes s'avérèrent incapables d'instaurer un blocus efficace de l'estuaire.

## Abandon du siège

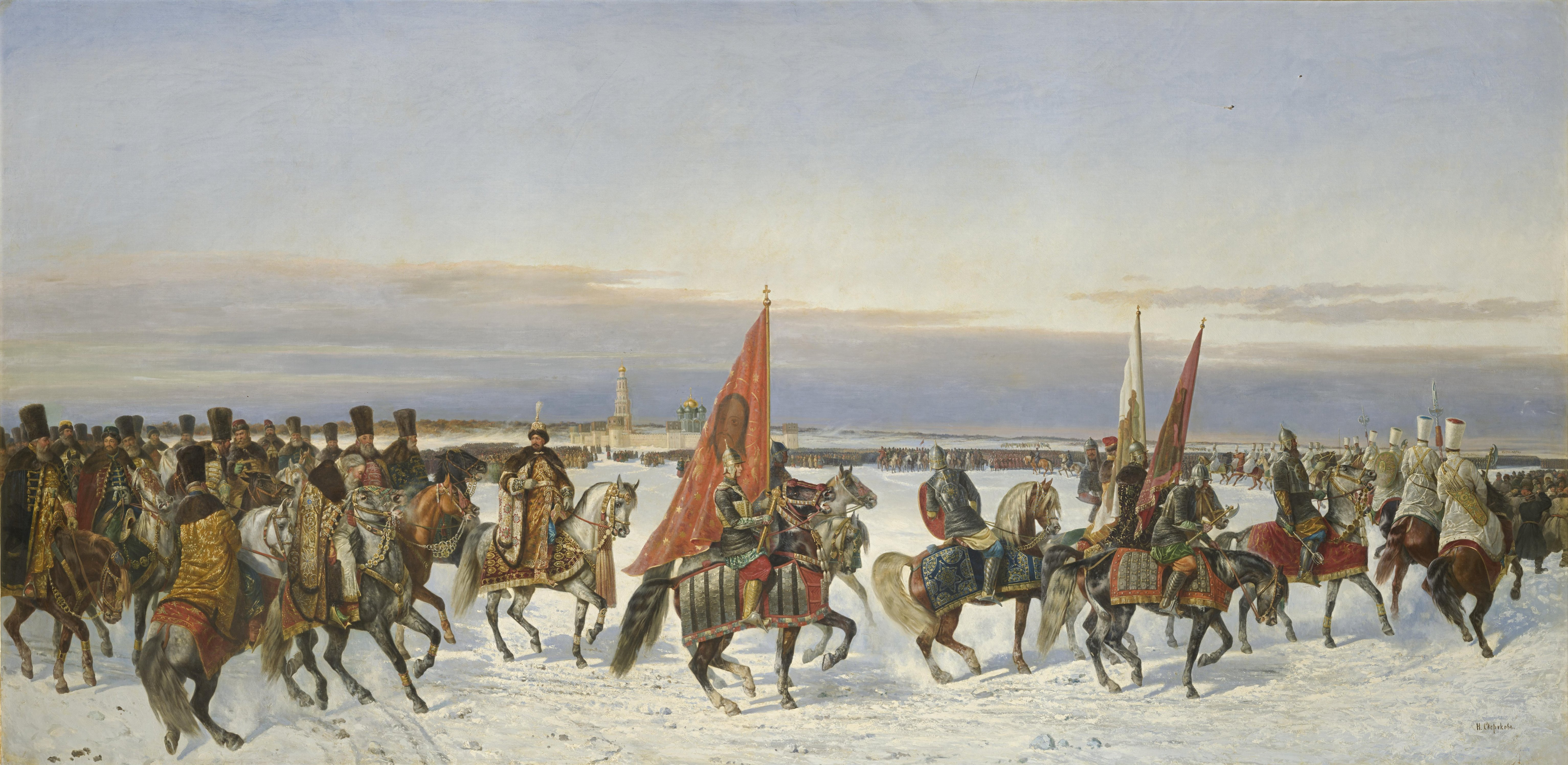
Le tsar Alexis Mikhaïlovitch inspectant ses troupes (tableau de Nicolas Svertchkov, 1864)

Le 12 septembre, la garnison suédoise reçut le renfort de 1 400 soldats. Sur ce, le tsar tint un conseil de guerre, où l'on examina aussi bien les chances de succès d'un assaut immédiat que l'opportunité de poursuivre le siège. La plupart des officiers exprimèrent des doutes quant à la tentative d'assaut. Quelques jours plus tard, la levée du siège commençait. Simultanément, la rumeur d'une épidémie de peste dans Riga se répandit, justifiant l’abandon du siège. Le 6 octobre, l'armée russe s'ébranla vers le sud. Selon les sources suédoises, elle avait alors déjà perdu 14 000 hommes, ce qui toutefois paraît fort exagéré au vu du faible nombre d'assauts finalement entrepris.
Du côté russe, les raisons de la levée du siège étaient surtout de nature diplomatique. Au cours des dernières semaines du siège, la situation politique avait évolué : les buts de guerre avaient perdu de leur pertinence, dans la mesure où il n'était plus question d'une coalition polono-suédoise. La campagne du tsar dans les pays baltes prenait désormais l'apparence d'une démonstration de force, qui poussait à présent la Pologne, le Brandebourg, la Courlande et le Danemark à se concerter militairement. Dans de telles circonstances, la perte de prestige du tsar que ne manquerait pas susciter un siège désastreux parut plus regrettable qu'un repli en bon ordre. Alexis Mikhaïlovitch, en tant que chef de guerre, mit un terme aux campagnes aventureuses, préférant préserver son armée et se tourner vers d'autres méthodes.
La décision de lever le siège fut annoncée après une dernière tentative de négocier la reddition de la garnison de Riga. Les espoirs du tsar d'un appui diplomatique du duc de Courlande et de l’électeur de Brandebourg s'étaient envolés.
Malgré l’échec militaire de l'attaque sur Riga, la campagne des pays baltes de 1656 fut applaudie à la cour de Moscou comme un grand succès. Les documents montrent le retour triomphal du tsar dans les villes de Polotsk, Smolensk et Moscou. L’invasion de presque toute la vallée de la Daugava, avec les places de Daugavpils et Koknese, donnait désormais à la Russie une forte ligne défensive le long de la frontière balte.

## Conséquences
Malgré le repli devant Riga, Dorpat tomba en octobre 1656 aux mains des Russes. Mais la guerre russo-suédoise avait donné à la république des deux nations un répit suffisant pour regrouper ses forces. L'année suivante, il fallut dépêcher de nouveaux contingents russes en Livonie, puis finalement en 1658 le tsar et le roi de suède convinrent d'un armistice de trois ans.
Riga devait finalement se rendre aux troupes du tsar Pierre le Grand en 1710 ; la ville sera rattachée à la Russie jusqu'à la Première Guerre mondiale.